# Sylescaptia tigrina
Sylescaptia tigrina là một loài bướm đêm thuộc phân họ Arctiinae, họ Erebidae.